# Kourenta
Kourenta (volledig: Ta Kourenta; Grieks: Τα Κούρεντα) is een dorp in de in Griekse gemeente Zitsa (Ζίτσα)
Het ligt 42 kilometer ten noordwesten van Ioannina, de hoofdstad van de regio Epirus (Ήπειρος).  Kourenta is het buurdorp van Voutsaras. Deze dorpen delen meerdere voorzieningen zoals een supermarkt, gezondheidscentrum (met ambulancevoorziening) en een brandweerpost.
De meerderheid van de bevolking houdt zich bezig met veeteelt (schapen- en geitenteelt) en met het houden van bijen.

## Geschiedenis
In het verleden was Kourenta de hoofdzetel van de eparchie Kourentochorion (letterlijk: 'De dorpen van Kourenta). Na de bevrijding van het Ottomaanse Rijk in 1913 werd het ondergebracht bij de eparchie Dodoni.
Bij Koninklijk Besluit (Βασιλ. Διατάγματος Β.Δ.) van 7 augustus 1919 en na publicatie in het Staatsblad (Φύλλο Εφημερίδας Κυβερνήσεως Φ.Ε.Κ.) met registratienummer Α. 184/1919 werd Kourenta erkend als woongemeenschap. Deze erkenning vond voor meerdere dorpen in de omgeving op voornoemde datum plaats.